# Ewhurst (Surrey)
Ewhurst is een civil parish in het bestuurlijke gebied Waverley, in het Engelse graafschap Surrey met 2480 inwoners.